# 에린 오브라이언 무어

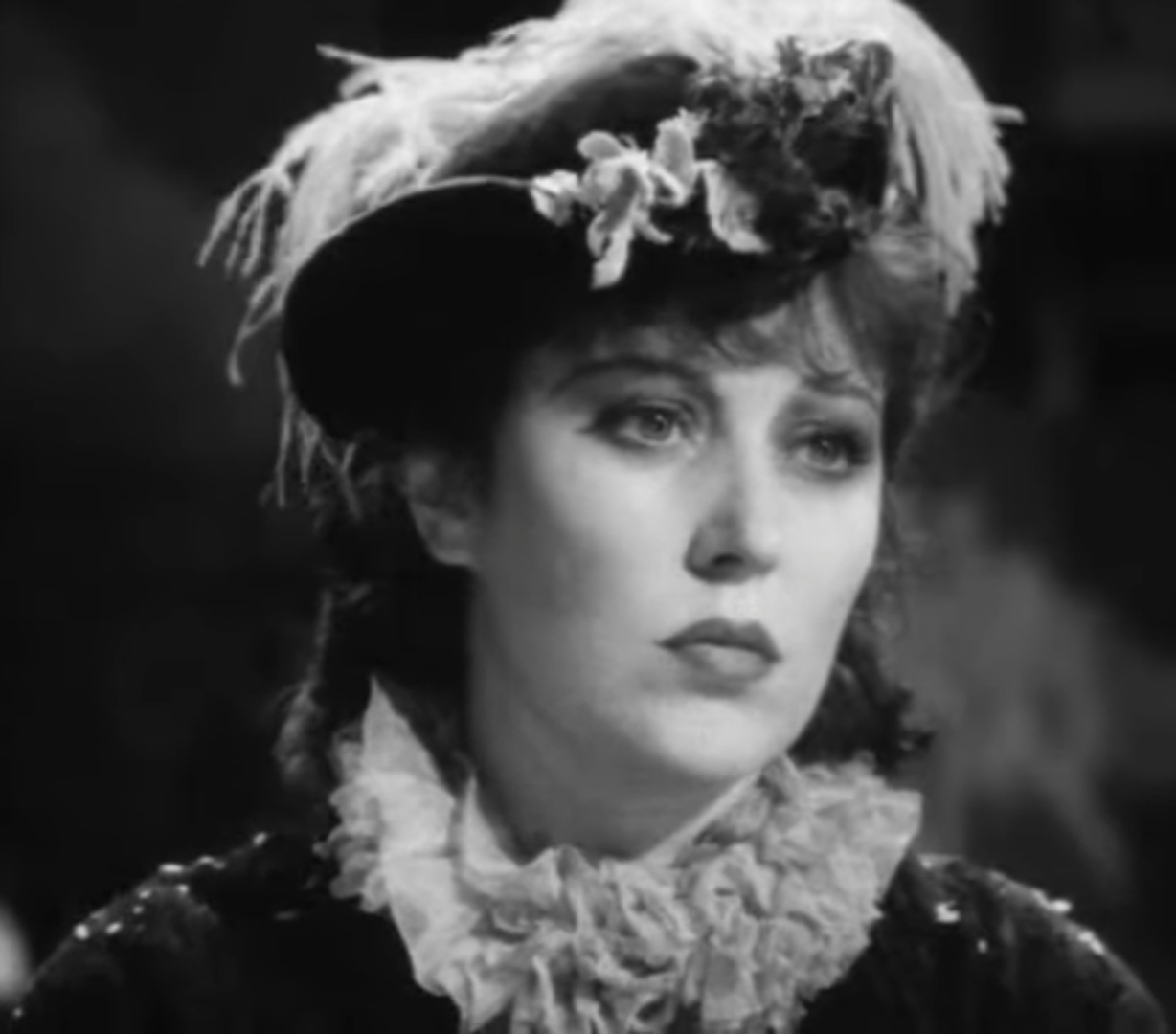

에린 오브라이언 무어(Erin O'Brien-Moore, 1902년 5월 2일 ~ 1979년 5월 3일)는 미국의 배우, 연극 배우, 텔레비전 배우, 영화배우이다.
로스앤젤레스에서 태어났으며 로스앤젤레스에서 사망하였다. 사인은 암이다.

## 영화
- 성공시대 (1967년)
- 페이튼 플레이스 - TV 시리즈 (1964년)
- 페이튼 플레이스 (1957년)
- 웨스트 포인트 (1955년)
- 디즈니랜드 (1954년) - 미시즈 페더 역
- 데스티네이션 문 (1950년)
- 에밀 졸라의 생애 (1937년) - 나나 역
- 프라우 앤 더 스타 (1936년)
- 우리의 꼬마 소녀 (1935년)